# La Goualeuse (film, 1915)
Pour plus de détails, voir Fiche technique et Distribution.
La Goualeuse est un film muet français réalisé par Alexandre Devarennes et Georges Monca, sorti en 1915.
Il s'agit de l'adaptation de la pièce La Goualeuse, drame en 5 actes et 7 tableaux de Gaston Marot et Alévy, créée le 24 février 1898 au théâtre des Bouffes du Nord, à Paris.

## Fiche technique
- Titre : La Goualeuse
- Réalisation : Alexandre Devarennes, Georges Monca
- Scénario : Georges Monca, Maurice Kéroul, d'après la pièce de Gaston Marot et Alévy
- Adaptation : Jacques Yvel
- Photographie :
- Montage :
- Société de production : Les Grands Films Lordier
- Société de distribution : 	Établissements L. Aubert (Paris)
- Pays de production :  France
- Langue : film muet avec les intertitres en français
- Métrage :
- Format : Noir et blanc — 35 mm — 1,33:1 — Muet
- Genre :  Comédie dramatique
- Durée :
- Date de sortie : 
  - France : 7 mai 1915

## Distribution
- Henri Bosc : Pierre Duchemin
- Jeanne Marnac : la goualeuse
- Jean Toulout : Firmin Broustel
- Jacques Normand : Georges Laubier
- Carmen Sylva : Églantine Pastoureau
- Madame Laroche : Marthe de Boissière
- Albert Bras : le comte de Boissière
- Senga : Filochet
- Degeorge : Baduchard
- Dorny : Simonin
- Jaeger : Pastoureau
- Robert Valbert : le commissaire